# Аллегейни (округ, Виргиния)
Округ Аллеге́йни (англ. Alleghany County) располагается в США, штате Виргиния. По состоянию на 2010 год, численность населения составляла 16 250 человек. Был образован в 1822 году, получил своё название в честь американского горного хребта Аллеганы.

## География
По данным Бюро переписи США, общая площадь округа равняется 1163 км², из которых 1153 км² суша и 9 км² или 0,7 % это водоёмы.

### Соседние округа
- Бат (Виргиния) — север
- Рокбридж (Виргиния) — восток
- Ботеторт (Виргиния) — юго-восток
- Крейг (Виргиния) — юг
- Монро (Западная Виргиния) — юго-запад
- Гринбрайер (Западная Виргиния) — запад

## Демография
По данным переписи населения 2000 года в округе проживает 12 926 жителей в составе 5 149 домашних хозяйств и 3 866 семей. Плотность населения составляет 11 человека на км². На территории округа насчитывается 5 812 жилых строений, при плотности застройки около 5-ти строений на км². Расовый состав населения: белые — 96,35 %, афроамериканцы — 2,45 %, коренные американцы (индейцы) — 0,21 %, азиаты — 0,24 %, гавайцы — 0,02 %, представители других рас — 0,20 %, представители двух или более рас — 0,53 %. Испаноязычные составляли 0,36 % населения независимо от расы .
В составе 29,90 % из общего числа домашних хозяйств проживают дети в возрасте до 18 лет, 63,20 % домашних хозяйств представляют собой супружеские пары проживающие вместе, 8,10 % домашних хозяйств представляют собой одиноких женщин без супруга, 24,90 % домашних хозяйств не имеют отношения к семьям, 22,20 % домашних хозяйств состоят из одного человека, 10,50 % домашних хозяйств состоят из престарелых (65 лет и старше), проживающих в одиночестве. Средний размер домашнего хозяйства составляет 2,46 человека, и средний размер семьи 2,85 человека.
Возрастной состав округа: 22,80 % моложе 18 лет, 6,20 % от 18 до 24, 26,80 % от 25 до 44, 28,50 % от 45 до 64 и 15,70 % от 65 и старше. Средний возраст жителя округа 41 лет. На каждые 100 женщин приходится 99,60 мужчин. На каждые 100 женщин старше 18 лет приходится 95,30 мужчин.
Средний доход на домохозяйство в округе составлял 38 545 USD, на семью — 45 843 USD. Среднестатистический заработок мужчины был 35 120 USD против 20 855 USD для женщины. Доход на душу населения был 19 635 USD. Около 4,90 % семей и 7,10 % общего населения находились ниже черты бедности, в том числе — 8,60 % молодежи (тех кому ещё не исполнилось 18 лет) и 10,80 % тех кому было уже больше 65 лет.

## Известные уроженцы и жители
- Аддамс Стрэттон Макалистер (1875—1946), американский инженер-электрик и редактор.